# Taze fasulye

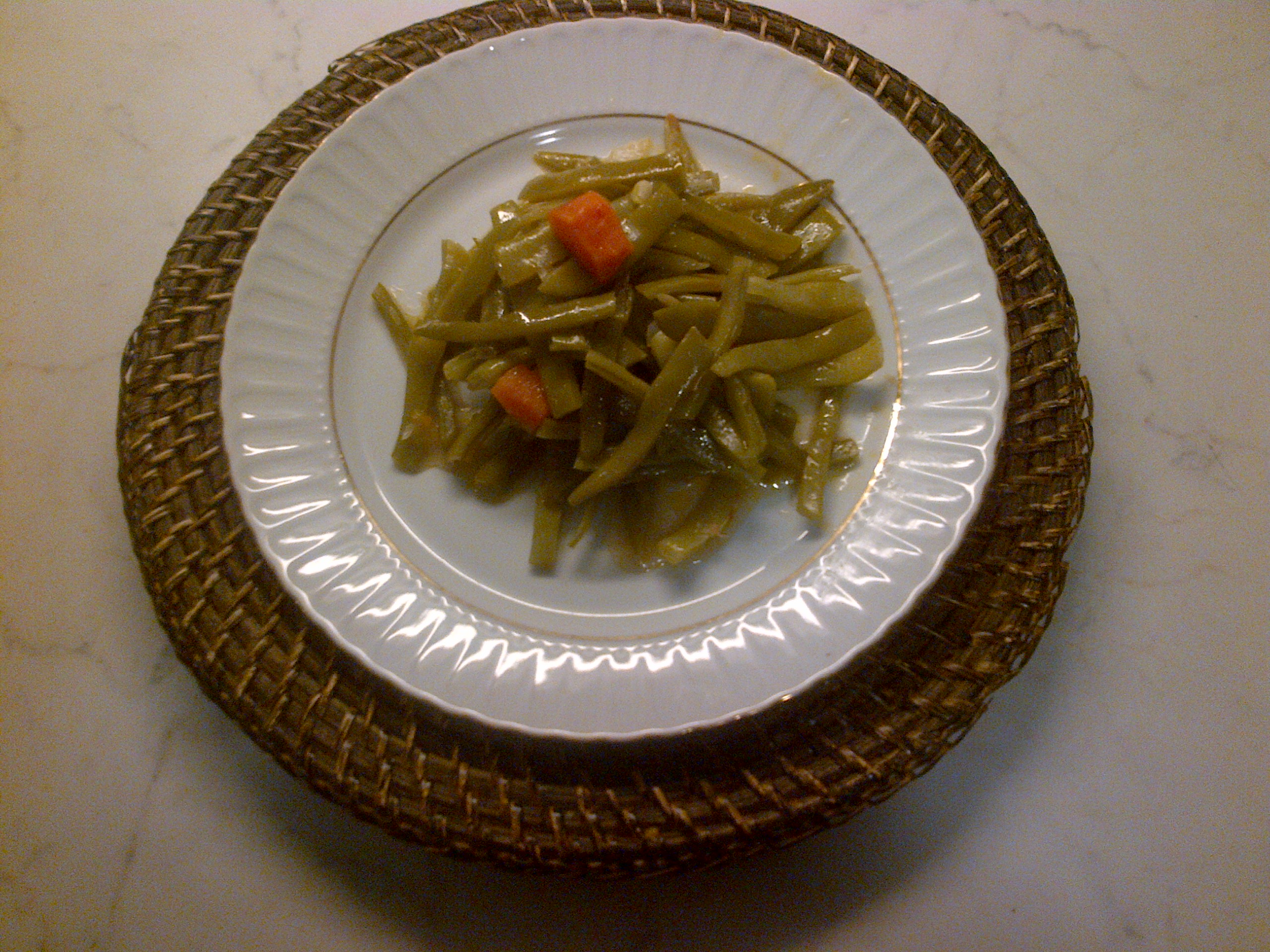
Zeytinyağlı taze fasulye (plat fred)

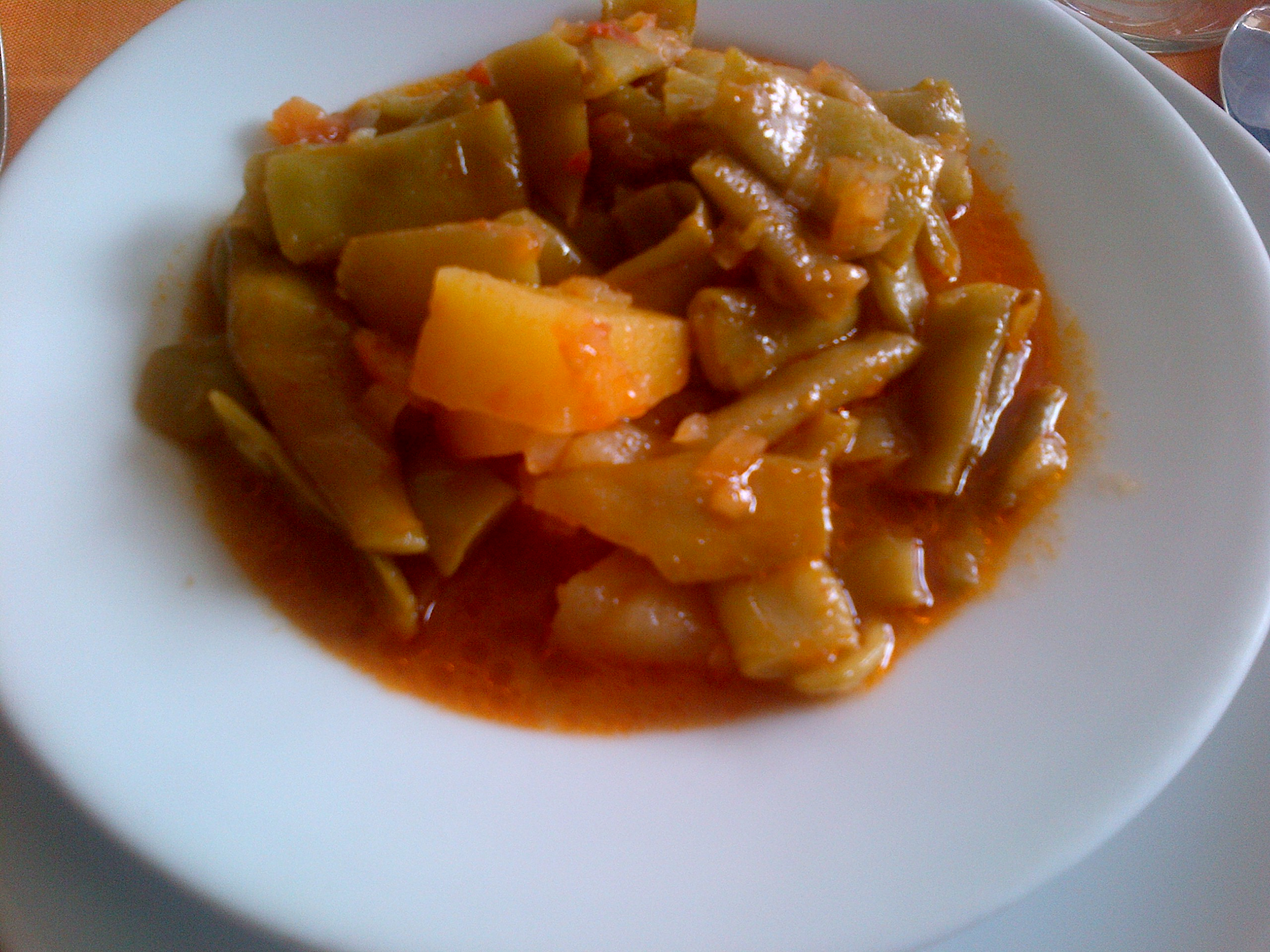
Taze fasulye sense carn (plat calent)

Taze fasulye (mongetes fresques) o Yeşil fasulye (monguetes verdes) són mongetes (fesols) en la cuina turca. A Turquia s'hi fan dos tipus de plats de mongetes verdes: Zeytinyağlı taze fasulye (Mongetes amb oli d'oliva) i Etli taze fasulye (Mongetes amb carn). Ambós plats són similars de cocció, però el primer es fa amb menys salça i es menja fred, i el segon es fa amb carn, generalment de vedella i es menja calent. A la preparació de tots dos plats s'utilitzen ceba i pastanagues com a ingredients addicionals, però la versió calenta té, generalment, també una mica de patates.
Zeytinyağlı yeşil fasulye i Etli yeşil fasulye són els noms alternatius de les dues varietats d'aquests plats, un fred i l'altre calent.